# Wond'ring Aloud
"Wond'ring Aloud" es la quinta canción del álbum Aqualung, de la banda británica de rock progresivo Jethro Tull (1971).
Es una de las breves y magistrales composiciones acústicas del disco. Es semejante en factura y composición a "Cheap Day Return".
Ian Anderson realizaría una versión ampliada de esta canción, que titularían "Wond'ring Again", en 1972, dentro del álbum Living in the Past.